# 花山苗族乡
花山苗族乡是中华人民共和国贵州省遵义市余庆县下辖的一个民族乡。

## 行政区划
花山苗族乡下辖以下村级行政区划单位：
洞水村、花山村、万里村和回龙村。